# Chalcoscirtus nangqianensis
Espèce
Synonymes
- Euophrys nangqianensis Hu, 2001

Chalcoscirtus nangqianensis est une espèce d'araignées aranéomorphes de la famille des Salticidae.

## Distribution
Cette espèce est endémique du Qinghai en Chine,.

## Description
La femelle holotype mesure 2,90 mm.

## Systématique et taxinomie
Cette espèce a été décrite sous le protonyme Euophrys nangqianensis par Hu en 2001. Elle est placée dans le genre Chalcoscirtus par Logunov en 2020.

## Étymologie
Son nom d'espèce, composé de nangqian et du suffixe latin -ensis, « qui vit dans, qui habite », lui a été donné en référence au lieu de sa découverte, le xian de Nangqên.

## Publication originale
- Hu, 2001 : Spiders in Qinghai-Tibet Plateau of China. Henan Science and Technology Publishing House, p. 1-658.